# فرنسيس كلارك هويل
فرنسيس كلارك هويل (بالإنجليزية: Francis Clark Howell)‏ هو عالم آثار أمريكي، ولد في 27 نوفمبر 1925 في كانساس سيتي في الولايات المتحدة، وتوفي في 10 مارس 2007 في بيركيلي في الولايات المتحدة بسبب سرطان وسرطان الرئة.